# Metropolitano do Distrito Federal
O Metrô do Distrito Federal (Metrô-DF) é um sistema de metropolitano que opera em 6 regiões administrativas do Distrito Federal brasileiro. É operado pela Companhia do Metropolitano do Distrito Federal.
É composto atualmente por 2 linhas em operação, a Linha Verde e a Linha Laranja, que somam 27 estações e 42,38 km de extensão. O sistema entrou em operação no dia 17 de agosto de 1998, com o início da operação experimental de um trecho de cerca de 22,5 km.
Atualmente atende as regiões administrativas de Brasília, Guará, Águas Claras, Taguatinga, Ceilândia e Samambaia. O sistema transporta uma média de 144 mil passageiros por dia.

## História

### Antecedentes
Em setembro de 1974, o então deputado Freitas Nobre discursou sobre a necessidade de implantação de uma linha de metrô no Distrito Federal.    
O primeiro plano preliminar foi apresentado pela Empresa Brasileira de Transportes Urbanos (EBTU) ao governo do Distrito Federal em 1976, prevendo a implantação de um sistema de pré-metrô. 
Apesar do plano, a viabilidade do pré-metrô acabou questionada e o projeto não saiu do papel. Em 1976 o economista do Banco Central em missão no FMI Eimar Avillez sugeriu, em carta ao Jornal do Brasil que o governo do Distrito Federal deveria adotar o monotrilho como meio de transporte.
Em 1978 um grupo de estudantes de economia do CEUB propôs a implantação do pré-metrô.

### Projeto e licitação

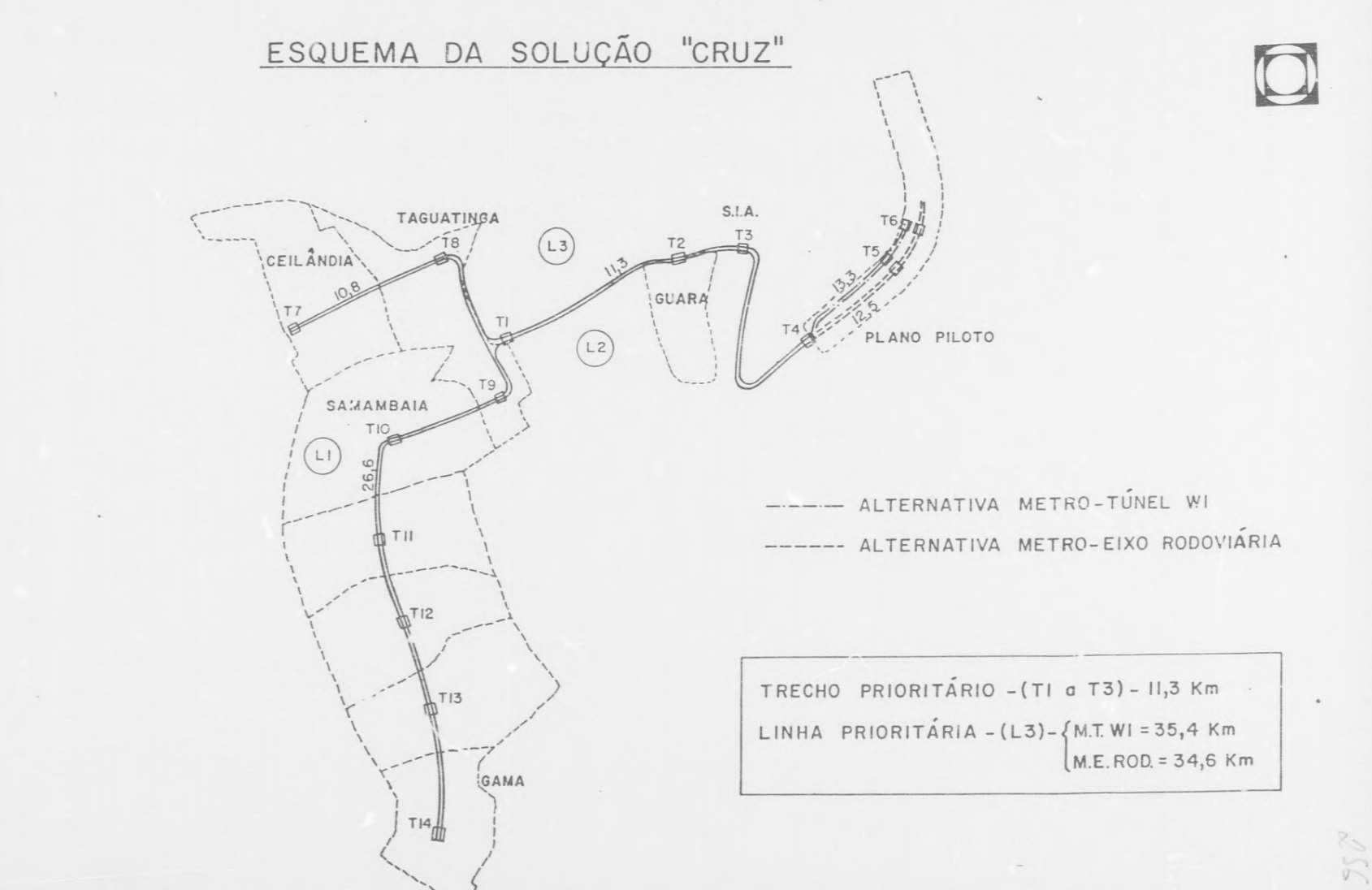
Projeto do metrô do Distrito Federal, 1987. Arquivo Nacional

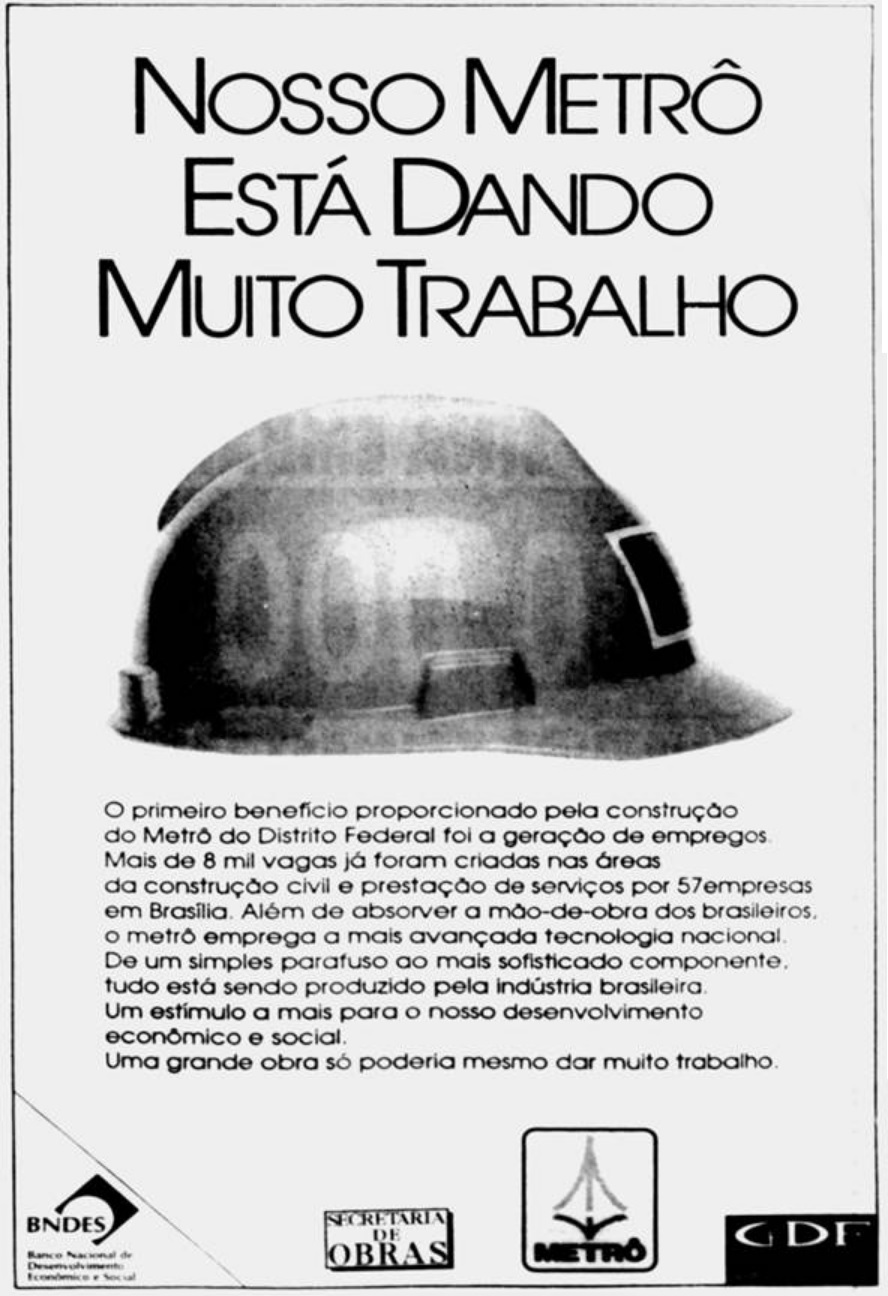
Propaganda sobre as obras do metrô, 1992.

Em fevereiro de 1986 o governador José Aparecido anunciou que dentro de três anos seria implantado o metrô no Distrito Federal.  O governador incumbiu o secretário de Serviços Públicos José Roberto Arruda de liderar o projeto.Na mesma época a empresa Coester ofereceu o sistema Aeromóvel para o Distrito Federal, que acabou descartado.  O projeto do metrô foi contratado em julho de 1986 pelo governo do Distrito Federal junto ao Instituto Mauá de Tecnologia e foi concluído em janeiro de 1987. Com o estudo de viabilidade concluído, o governo de Aparecido procurou o banco francês Paribas e o Banco Mundial em 1987 para buscar financiamento ao projeto. Mais tarde, o secretário Arruda afirmou que o governo havia decidido pela construção do metrô. No entanto, Aparecido inicialmente descartou esse projeto do Instituto Mauá e anunciou que a Companhia Vale do Rio Doce e uma empresa japonesa iriam realizar um novo estudo sobre o metrô.
O governo de Joaquim Roriz obteve aval do governo federal, apesar do alto custo da obra, para a construção e financiamento do metrô. Antes mesmo de o projeto ser apresentado o deputado federal João Alves de Almeida, relator do orçamento no congresso, aprovou a destinação de 5,6 bilhões de cruzeiros para o metrô do Distrito Federal. Em julho de 1991 o projeto foi apresentado ao BNDES pela vice-governadora Márcia Kubitschek. Com quarenta quilômetros de extensão, tinha custo estimado em 690 milhões de dólares.  O governador Roriz lançou a concorrência pública para a construção do metrô em setembro de 1991. Dois consórcios se apresentaram para a concorrência do metrô:
- Brasmetrô, formado por Camargo Corrêa, Andrade Gutierrez, Odebrecht (atual OEC), Serveng Civilsan, CMW, Inepar, Mafersa e TCI[31]

- OAS, Cobrasma e AEG[32]

A concorrência de quase 700 milhões de dólares foi marcada por denúncias de corrupção e favorecimento. Ao final foi escolhido o consórcio "Brasmetrô". Segundo o governo do Distrito Federal, a escolha se deu pelo fato da empresa AEG não ter provado ter capital nacional. Isso fez o consórcio perder no desempate por conta do menor índice de nacionalização.

### Obras
Ao custo de 690 milhões de dólares, as obras dos quarenta quilômetros de metrô foram iniciadas em 7 de janeiro de 1992 e tinham previsão de conclusão para 21 de abril de 1994. Em março de 1992 com a obra já iniciada, o governo federal enfrentava hiperinflação e os repasses para as obras eram questionados. O então ministro da Saúde Adib Jatene reivindicava maiores recursos para a sua pasta e afirmou que o investimento no metrô não era prioridade. O protesto de Jatene não surtiu efeito e o presidente Collor liberou em abril 149,6 milhões de dólares via BNDES para as obras.
Em maio de 1993 40% das obras haviam sido concluídas. Com a crise econômica e a hiperinflação, os repasses do metrô acabaram ameaçados pelo Congresso Nacional. O governo Roriz protestou contra a ameaça de cortes. No final de 1993 o secretário de obras do Distrito Federal José Roberto Arruda, responsável pelas obras do metrô, foi convocado pela CPI do Orçamento por ter sido acusado de receber um apartamento das empresas do consórcio Brasmetrô.
Apesar da quantidade de recursos liberados e das promessas de Roriz, apenas metade das obras foram concluídas em abril de 1994. Em 27 de março de 1994 foi aberto um trecho de vinte quilômetros entre Samambaia e o ParkShopping.
Mas, com o atraso das obras, o primeiro trecho só foi inaugurado no início de 2001. O serviço comercial começou em setembro daquele ano.

### Expansão
O principal problema do sistema é a distância acima da média entre muitas estações, causada pela baixa densidade demográfica ao longo do trajeto, fazendo com que componha somente uma pequena parte do sistema de mobilidade urbana do Distrito Federal. É majoritariamente um serviço interurbano, com exceções em Brasília e em Ceilândia. A região administrativa de Águas Claras, que é bem servida pelo metrô, é uma das áreas de maior crescimento do Distrito Federal e a de maior densidade. Apesar disso, o sistema pouco se expandiu nos últimos anos.
A Estação Concessionárias foi entregue em 2002. A Estação Arniqueiras passou a operar em 2004. As estações Centro Metropolitano e Ceilândia Sul foram inauguradas em 2006. No ano de 2008, em 16 de abril, foram entregues as estações 108 Sul, Guariroba, Ceilândia Centro, Ceilândia Norte e Terminal Ceilândia.   
Em 2009 foram entregues as estações 102 Sul e 112 Sul. Em maio de 2010, foi entregue a Estação Guará. A Estação Estrada Parque foi entregue em janeiro de 2020. Em 17 de setembro de 2020, foram inauguradas as estações 106 Sul e 110 Sul.    
Atualmente duas expansões do sistema estão em processo de implementação através de recursos do Programa de Aceleração do Crescimento. Em Samambaia, o sistema ganhará duas novas estações, uma próxima a UPA da Região Administrativa, e outra próxima ao Centro Olímpico. As obras da expansão em Samambaia tiveram início em fevereiro de 2025. Em Ceilândia, também serão duas novas estações, levando o sistema até próximo da BR-070.
Dentro do projeto, ainda estão previstas as estações 104 Sul e Onoyama, expansão do sistema na Asa Norte, além de um sistema de VLT ligando através da W-3 o Aeroporto Internacional de Brasília e o Terminal Asa Norte. 

## Características

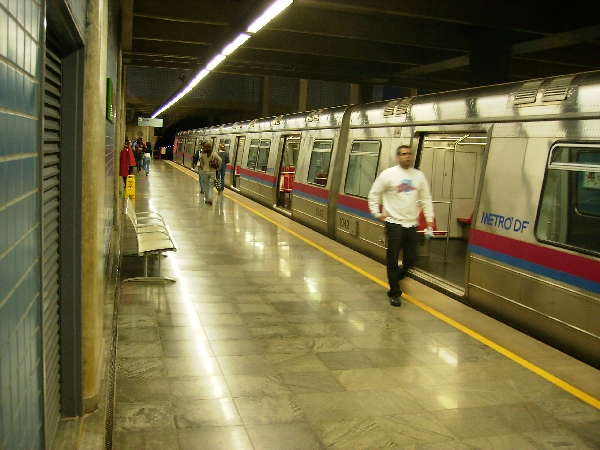
Estação Central.

Durante os primeiros meses, o sistema operou somente das 10 às 16 horas, ao longo de 32 km da rede de 41 km (da Estação Central à Taguatinga e à Samambaia) e de 11 estações.[carece de fontes?]
Atualmente, o sistema opera de segunda-feira a sábado, das 5h30 às 23h30. Aos domingos e feriados, o horário de funcionamento vai das 7 às 19h horas. As estações são equipadas com escadas fixas, escadas rolantes e elevadores.
A velocidade máxima das composições é de 80 km/h. A bitola dos trilhos é de 1.600 mm (bitola larga) e a alimentação dos trens é feita por um terceiro trilho.
O metropolitano trafega pelo subsolo no trecho entre a Estação Central e a Estação Terminal Asa Sul. Também é subterrâneo o trecho sob a região administrativa de Taguatinga, onde localiza-se a Estação Praça do Relógio, bem como o trecho entre as estações Guariroba e Ceilândia Norte, passando pela Estação Ceilândia Centro (a única estação subterrânea em Ceilândia), e sob o centro da cidade. Também há um único trecho de via elevada sobre a EPIA, próximo à Estação Shopping. Os outros trechos do sistema são basicamente em superfície, predominantemente em trincheira.
Inaugurada em 25 de julho de 2010, a nova Rodoviária Interestadual de Brasília situa-se ao lado da Estação Shopping, permitindo uma integração entre o sistema e a rodoviária.

## Linhas
O sistema é composto por 2 linhas em operação. Cada linha é identificada por uma cor. Foram inauguradas em 1998, somando hoje 27 estações e 42,38 km de extensão.
As linhas em operação, a Linha Verde e a Linha Laranja, compartilham um trecho inicial de 19,19 km, entre a Estação Central e a Estação Águas Claras, e depois bifurcam-se em dois ramais. O primeiro ramal, de 14,31 km e correspondente à Linha Verde, atravessa as regiões administrativas de Águas Claras e Taguatinga, chegando até Ceilândia. Já o segundo ramal, de 8,8 km e correspondente à Linha Laranja, segue por Taguatinga e vai até Samambaia.
A tabela abaixo lista o nome, a cor distintiva, as estações terminais, o ano de inauguração, a extensão e o número de estações das linhas que estão em operação:
| Linha | Cor     | Terminais                    | Ano de inauguração | Extensão | Nº de estações |
| ----- | ------- | ---------------------------- | ------------------ | -------- | -------------- |
|       | Verde   | Central ↔ Terminal Ceilândia | 1998               | 33,5 km  | 23             |
|       | Laranja | Central ↔ Terminal Samambaia | 1998               | 28,0 km  | 18             |

## Estações
O sistema é composto por 27 estações em operação, das quais 11 são subterrâneas e 16 são superficiais. Além destas, mais 2 estações encontram-se em construção e outras 13 estão planejadas. As estações, tanto as que estão em operação quanto as que estão em implantação, são listadas a seguir:
| · Linha Verde   | - Central - Galeria - 102 Sul - 104 Sul - 106 Sul - 108 Sul - 110 Sul - 112 Sul - 114 Sul - Terminal Asa Sul - Shopping - Feira - Guará - Arniqueiras - Águas Claras - Concessionárias - Estrada Parque - Praça do Relógio - Onoyama - Centro Metropolitano - Ceilândia Sul - Guariroba - Ceilândia Centro - Ceilândia Norte - Terminal Ceilândia |
| · Linha Laranja | - Central - Galeria - 102 Sul - 104 Sul - 106 Sul - 108 Sul - 110 Sul - 112 Sul - 114 Sul - Terminal Asa Sul - Shopping - Feira - Guará - Arniqueiras - Águas Claras - Taguatinga Sul - Furnas - Samambaia Sul - Terminal Samambaia - 35 - 36 |

## Frota
| Frota      | Imagem | Origem         | Ano / Adquirente Inicial | Fabricante        | Potência | Quantidade                        |
| ---------- | ------ | -------------- | ------------------------ | ----------------- | -------- | --------------------------------- |
| Série 1000 |        | Brasil/ França | 1994/1997 Metrô DF       | →Mafersa → Alstom | 2235 kW  | 20 trens de 4 carros (100 carros) |
| Série 2000 |        | Brasil/ França | 2010/2011 Metrô DF       | Alstom            | 2880 kW  | 12 trens de 4 carros (48 carros)  |

## Tarifas
A atual tarifa praticada pelo Metrô-DF está em vigência desde o dia 13 de janeiro de 2020, conforme artigo 4º do Decreto nº 40.381, de 09 de janeiro de 2020,  publicado na página 02, da edição 07 do Diário Oficial do Distrito Federal (DODF), em 10 de janeiro de 2020. Os usuários comuns pagam R$ 5,50, enquanto que estudantes que contam com o Passe Livre Estudantil não pagam. A aquisição de créditos de viagem a serem inseridos nos cartões é feita mediante pagamento em dinheiro.

## Passageiros transportados
| Ano                                                                                   | Passageiros | Ano  | Passageiros | Ano  | Passageiros |
| ------------------------------------------------------------------------------------- | ----------- | ---- | ----------- | ---- | ----------- |
| 2001                                                                                  | N/D         | 2011 | 39 567 000  | 2021 | 27 019 128  |
| 2002                                                                                  | 5 665 605   | 2012 | 38 894 000  | 2022 | 39 119 025  |
| 2003                                                                                  | 10 654 462  | 2013 | 43 768 000  | 2023 | 42 881 310  |
| 2004                                                                                  | 10 894 058  | 2014 | 43 092 000  | 2024 | 42 500 000  |
| 2005                                                                                  | 12 815 770  | 2015 | 42 866 118  |      |             |
| 2006                                                                                  | 12 786 531  | 2016 | 42 866 118  |      |             |
| 2007                                                                                  | 18 208 656  | 2017 | 36 608 650  |      |             |
| 2008                                                                                  | 33 579 133  | 2018 | 40 213 236  |      |             |
| 2009                                                                                  | 33 623 933  | 2019 | 42 866 118  |      |             |
| 2010                                                                                  | 38 585 013  | 2020 | 24 014 758  |      |             |
| - Em negrito: ano com maior número de passageiros transportado. - N/D: não disponível |             |      |             |      |             |